# Wyścigowe Samochodowe Mistrzostwa Polski 1976
Sezon 1976 był dwudziestym sezonem Wyścigowych Samochodowych Mistrzostw Polski.
Sezon liczył trzy eliminacje, rozgrywane w Szczecinie, Poznaniu i Toruniu. Punkty przyznawano według klucza 50-46-43-41-40-39-38-37-36-35 etc..

## Kategorie
Samochody były podzielone na następujące kategorie:
- Grupa I – seryjne samochody turystyczne, których produkcja w ciągu 12 miesięcy przekraczała pięć tysięcy egzemplarzy. Modyfikowanie tych samochodów pod kątem poprawy osiągów było niemal całkowicie zabronione. Ponadto w przypadku, jeżeli pojemność silnika przekraczała 700 cm³, to samochód musiał być przynajmniej czteromiejscowy;
- Grupa II – specjalne samochody turystyczne, których produkcja w ciągu 12 miesięcy przekraczała dwa tysiące pięćset egzemplarzy. Dozwolony był duży zakres przeróbek pod kątem poprawy osiągów. Ponadto w przypadku, jeżeli pojemność silnika przekraczała 700 cm³, to samochód musiał być przynajmniej czteromiejscowy;
- Grupa III – seryjne samochody GT, których produkcja w ciągu 12 miesięcy przekraczała tysiąc egzemplarzy. Modyfikowanie tych samochodów pod kątem poprawy osiągów było niemal całkowicie zabronione. Samochód musiał być przynajmniej dwumiejscowy;
- Grupa IV – specjalne samochody GT, których produkcja w ciągu 24 miesięcy przekraczała czterysta egzemplarzy. Dozwolony był duży zakres przeróbek pod kątem poprawy osiągów;
- Grupa V – samochodowy wywodzące się z grup I–IV z modyfikacjami mogącymi znacznie przekraczać granice określone przepisami tych grup;
- Grupa VI – dwumiejscowe prototypy sportowe;
- Grupa VII – samochody wyścigowe formuły międzynarodowych (1, 2, 3);
- Grupa VIII – samochody wyścigowe formuły wolnej oraz Formuły Easter.

Samochody były dodatkowo podzielone na następujące klasy:
- Klasa 1 – wyłącznie samochody Polski Fiat 126p;
- Klasa 2 – wyłącznie samochody Polski Fiat 125p o poj. 1300 cm³;
- Klasa 3 – wyłącznie samochody Polski Fiat 125p o poj. 1500 cm³;
- Klasa 4 – gr. I, poj. do 1100 cm³;
- Klasa 5 – gr. I, poj. do 1600 cm³;
- Klasa 6 – wyłącznie krajowe prototypy;
- Klasa 7 – gr. I, poj. pow. 1600 cm³;
- Klasa 8 – Formuła Easter (napędzane silnikami Polskiego Fiata 125p 1,3).

Ponadto rozgrywano wszechklasy, czyli handicapowe wyścigi samochodów klas 1–7.

## Zwycięzcy
| Data         | Tor      | Klasa       | Zwycięzca (kierowcy)  | Samochód                        | Zwycięzca (zespoły)         |
| ------------ | -------- | ----------- | --------------------- | ------------------------------- | --------------------------- |
| 22–23 maja   | Szczecin | klasa 1     | Ksawery Frank         | Polski Fiat 126p                | Automobilklub Warszawski    |
| 22–23 maja   | Szczecin | klasa 2–3   | Ryszard Grychtoł      | Polski Fiat 125p 1500           | Automobilklub Śląski        |
| 22–23 maja   | Szczecin | klasa 4     | Hans-Dieter Kessler   | Trabant Assmann                 |                             |
| 22–23 maja   | Szczecin | klasa 5     | Andrzej Wojciechowski | Fiat 128 Coupé 3 porte          | Automobilklub Dolnośląski   |
| 22–23 maja   | Szczecin | klasa 6–7   | Adam Smorawiński      | Porsche Carrera RS              | Automobilklub Wielkopolski  |
| 22–23 maja   | Szczecin | wszechklasy | Adam Smorawiński      | Porsche Carrera RS              | Automobilklub Wielkopolski  |
| 22–23 maja   | Szczecin | klasa 8     | Aleksander Oczkowski  | Promot                          | Automobilklub Śląski        |
| 27 czerwca   | Poznań   | klasa 1     | Lech Świątek          | Polski Fiat 126p                | Automobilklub Bydgoski      |
| 27 czerwca   | Poznań   | klasa 3     | Ryszard Grychtoł      | Polski Fiat 125p 1500           | Automobilklub Śląski        |
| 27 czerwca   | Poznań   | klasa 4     | Helmut Assmann        | Trabant Assmann                 | MSC Gotha                   |
| 27 czerwca   | Poznań   | klasa 5     | Lech Jaworowicz       | Fiat 128 Coupé 3 porte          | Automobilklub Warszawski    |
| 27 czerwca   | Poznań   | klasa 6     | Ksawery Frank         | Polski Fiat 125p 1800 Akropolis | Automobilklub Warszawski    |
| 27 czerwca   | Poznań   | klasa 7     | Adam Smorawiński      | Porsche Carrera RS              | Automobilklub Wielkopolski  |
| 27 czerwca   | Poznań   | wszechklasy | Adam Smorawiński      | Porsche Carrera RS              | Automobilklub Wielkopolski  |
| 27 czerwca   | Poznań   | klasa 8     | Otto Bartkowiak       | Promot                          | Automobilklub Śląski        |
| 4–5 września | Toruń    | klasa 1     | Jerzy Landsberg       | Polski Fiat 126p                | OKS Stomil Olsztyn          |
| 4–5 września | Toruń    | klasa 3     | Ryszard Grychtoł      | Polski Fiat 125p 1500           | Automobilklub Śląski        |
| 4–5 września | Toruń    | klasa 4     | Andrzej Mielcarek     | Polski Fiat 127p                | Automobilklub Wielkopolski  |
| 4–5 września | Toruń    | klasa 5     | Lech Jaworowicz       | Fiat 128 Coupé 3 porte          | Automobilklub Warszawski    |
| 4–5 września | Toruń    | klasa 6     | Ksawery Frank         | Polski Fiat 125p 1800 Akropolis | Automobilklub Warszawski    |
| 4–5 września | Toruń    | klasa 7     | Adam Smorawiński      | Porsche Carrera RS              | Automobilklub Wielkopolski  |
| 4–5 września | Toruń    | wszechklasy | Adam Smorawiński      | Porsche Carrera RS              | Automobilklub Wielkopolski  |
| 4–5 września | Toruń    | klasa 8     | Józef Kiełbania       | Rak Promot                      | Automobilklub Świętokrzyski |

## Klasyfikacje
| Legenda oznaczeń w tabelach wyników Wyświetl szablon na nowej stronie | Legenda oznaczeń w tabelach wyników Wyświetl szablon na nowej stronie                                                                     |
| Oznaczenie                                                            | Wyjaśnienie |
| --------------------------------------------------------------------- | --- |
| Złoty                                                                 | Zwycięzca lub mistrzostwo |
| Srebrny                                                               | 2. miejsce lub wicemistrzostwo |
| Brązowy                                                               | 3. miejsce lub II wicemistrzostwo |
| Zielony                                                               | Ukończył, punktował (w klasyfikacji generalnej, gdy zdobył co najmniej jeden punkt na przestrzeni sezonu, poza trzema powyższymi opcjami) |
| Niebieski                                                             | Ukończył, nie punktował (w klasyfikacji generalnej, gdy nie zdobył co najmniej jednego punktu na przestrzeni sezonu)                      |
| Czerwony                                                              | Nie zakwalifikował się (NZ) |
| Czerwony                                                              | Nie prekwalifikował się (NPK) |
| Różowy                                                                | Nie ukończył (NU) |
| Różowy                                                                | Niesklasyfikowany (NS) (w klasyfikacji generalnej, gdy nie został sklasyfikowany w żadnym wyścigu sezonu)                                 |
| Czarny                                                                | Zdyskwalifikowany (DK) |
| Czarny                                                                | Wykluczony (WYK/EX) |
| Biały                                                                 | Nie wystartował (NW) |
| Biały                                                                 | Kontuzjowany (K/INJ) |
| Biały                                                                 | Wyścig odwołany (OD/C) |
| Bez koloru                                                            | Został wycofany (WYC/WD) |
| Bez koloru                                                            | Nie przybył (NP/DNA) |
| Bez koloru                                                            | Nie brał udziału w treningach (NT/DNP) |
| Bez koloru                                                            | Nie został zgłoszony (–) |
| Pogrubienie                                                           | Start z pole position |
| Kursywa                                                               | Najszybsze okrążenie wyścigu |
| †                                                                     | Nie ukończył, ale jego rezultat został zaliczony ze względu na przejechanie więcej niż 90% dystansu wyścigu.                              |
| *                                                                     | Sezon w trakcie |
| 1/2/3                                                                 | Punktowana pozycja w sprincie kwalifikacyjnym                                                                                             |
| Lista systemów punktacji Formuły 1                                    | |

### Klasa 1
| Poz. | Kierowca              | Zespół                     | Polska | Polska | Polska | Punkty |
| ---- | --------------------- | -------------------------- | ------ | ------ | ------ | ------ |
| 1    | Ksawery Frank         | Automobilklub Warszawski   | 1      | 3      | 2      | 139    |
| 2    | Lech Świątek          | Automobilklub Bydgoski     | 6      | 1      | 8      | 126    |
| 3    | Wiesław Cygan         | FSM - Automobilklub Śląski | 3      | 2      | 4      | 124    |
| 4    | Ryszard Kopczyk       | Automobilklub Wielkopolski | 9      | 4      | 9      | 113    |
| 5    | Wojciech Jaruga       | Automobilklub Wielkopolski | 7      | 9      | 7      | 112    |
| 6    | Wiesław Koc           | Automobilklub Łódzki       | 10     | 8      | 10     | 107    |
| 7    | Stanisław Bobowski    | Automobilklub Wielkopolski | 13     | 15     | 11     | 96     |
| 8    | Jerzy Landsberg       | FSM - OKS Stomil Olsztyn   |        | 11     | 1      | 84     |
| 9    | Włodzimierz Krukowski | Automobilklub Kielecki     |        | 5      | 5      | 80     |
| 10   | Marek Sikora          | Automobilklub Kielecki     | 5      | 6      |        | 79     |
| 11   | Zdzisław Kałuża       | Automobilklub Kielecki     | 4      | 10     |        | 76     |
| 12   | Jarosław Frankowicz   | Automobilklub Morski       | 11     |        | 6      | 73     |
| 13   | Wacław Wieczorek      | Automobilklub Wielkopolski | 2      |        |        | 46     |
| 14   | Jerzy Kurczyński      | Automobilklub Kielecki     |        |        | 3      | 43     |
| 15   | Jerzy Żelewski        | Automobilklub Wielkopolski |        | 7      |        | 38     |
| 16   | Tomasz Kurland        | Automobilklub Koszaliński  | 8      |        |        | 37     |
| 17   | Alicja Majewska       | Automobilklub Szczeciński  | 12     |        |        | 33     |
| 17   | Mirosław Miechowski   | Automobilklub Morski       |        | 12     |        | 33     |
| 19   | Tomasz Budasz         | Automobilklub Wielkopolski |        | 13     |        | 32     |
| 20   | Jerzy Mazur           | Automobilklub Dolnośląski  |        | 14     |        | 31     |

### Klasa 3
| Poz. | Kierowca              | Zespół                             | Polska | Polska | Polska | Punkty |
| ---- | --------------------- | ---------------------------------- | ------ | ------ | ------ | ------ |
| 1    | Ryszard Grychtoł      | Automobilklub Śląski               | 1      | 1      | 1      | 150    |
| 2    | Ryszard Kopczyk       | Automobilklub Wielkopolski         | 5      | 7      | 7      | 116    |
| 3    | Andrzej Szulc         | Automobilklub Morski               | 9      | 6      | 6      | 114    |
| 4    | Andrzej Radecki       | OKS Stomil Olsztyn                 | 12     | 5      | 5      | 113    |
| 5    | Tadeusz Kudłaty       | Automobilklub Dolnośląski          | 2      |        | 2      | 92     |
| 6    | Krzysztof Różewski    | Automobilklub Wielkopolski         |        | 2      | 4      | 87     |
| 7    | Robert Mucha          | OBR FSO - Automobilklub Warszawski | NU     | 3      | 3      | 86     |
| 8    | Włodzimierz Markowski | OKS Stomil Olsztyn                 |        | 4      | 8      | 78     |
| 9    | Jacek Iwanowski       | Automobilklub Warszawski           | 3      | 15     |        | 73     |
| 10   | Henryk Fabiański      | Automobilklub Wielkopolski         | 4      |        | 13     | 73     |
| 11   | Adam Masłowiec        | Automobilklub Śląski               |        | 8      | 9      | 73     |
| 12   | Julian Kodrębski      | Automobilklub Śląski               |        | 9      | 10     | 71     |
| 13   | Henryk Mączyński      | Automobilklub Wielkopolski         | 10     | 10     |        | 70     |
| 14   | Wojciech Nosel        | Automobilklub Świętokrzyski        | 8      | 13     |        | 69     |
| 15   | Zbigniew Figas        | Automobilklub Wielkopolski         | 6      |        |        | 39     |
| 16   | Stefan Znamirowski    | Automobilklub Śląski               | 7      |        |        | 38     |
| 17   | Andrzej Młodyszewski  | Automobilklub Szczeciński          | 11     |        |        | 34     |
| 17   | Jerzy Banach          | Automobilklub Kielecki             |        | 11     |        | 34     |
| 17   | Bogdan Serowik        | Automobilklub Opolski              |        |        | 11     | 34     |
| 20   | Witold Nalewaj        | Automobilklub Szczeciński          |        | 12     |        | 33     |
| 20   | Lech Krajewski        | Automobilklub Toruński             |        |        | 12     | 33     |
| 22   | Hieronim Kochański    | Automobilklub Warszawski           |        | 14     |        | 31     |
| 22   | Adam Polak            | Automobilklub Warszawski           |        |        | 14     | 31     |

### Klasa 4
| Poz. | Kierowca            | Zespół                      | Polska | Polska | Polska | Punkty |
| ---- | ------------------- | --------------------------- | ------ | ------ | ------ | ------ |
| 1    | Andrzej Mielcarek   | Automobilklub Wielkopolski  | 3      | 1      | 1      | 143    |
| 2    | Marek Wójcikiewicz  | Automobilklub Kielecki      | 1      | 3      | 3      | 136    |
| 3    | Andrzej Świniarski  | Automobilklub Wielkopolski  | 2      | 6      | 2      | 131    |
| 4    | Henryk Rynkowski    | Automobilklub Warszawski    | 4      | 7      | 9      | 115    |
| 5    | Edward Jaroszyński  | Automobilklub Toruński      |        | 2      | 5      | 86     |
| 6    | Włodzimierz Książek | Automobilklub Kielecki      |        | 4      | 6      | 80     |
| 7    | Andrzej Mordzewski  | OKS Stomil Olsztyn          |        | 8      | 4      | 78     |
| 8    | Marek Oryński       | Automobilklub Krakowski     | 5      |        | 8      | 77     |
| 9    | Lech Wojciechowski  | Automobilklub Morski        |        | 9      | 7      | 74     |
| 10   | Adam Osiecki        | Automobilklub Kielecki      | 7      |        | 10     | 73     |
| 11   | Andrzej Kleina      | Automobilklub Wielkopolski  |        | 5      |        | 40     |
| 12   | Zenon Chęciński     | Automobilklub Wielkopolski  | 6      |        |        | 39     |
| 13   | Zdzisław Romański   | Automobilklub Zielonogórski |        | 10     |        | 35     |

### Klasa 5
| Poz. | Kierowca              | Zespół                           | Polska | Polska | Polska | Punkty |
| ---- | --------------------- | -------------------------------- | ------ | ------ | ------ | ------ |
| 1    | Andrzej Kaczmarek     | Automobilklub Wielkopolski       | 6      | 5      | 7      | 117    |
| 2    | Lech Jaworowicz       | Automobilklub Warszawski         |        | 1      | 1      | 100    |
| 3    | Janusz Kiljańczyk     | OKS Stomil Olsztyn               |        | 2      | 2      | 92     |
| 4    | Włodzimierz Markowski | OKS Stomil Olsztyn               |        | 4      | 4      | 82     |
| 5    | Stanisław Tubis       | Automobilklub Warmińsko-Mazurski | 3      | 8      |        | 80     |
| 6    | Andrzej Wojciechowski | Automobilklub Dolnośląski        | 1      |        |        | 50     |
| 7    | Janusz Dąbrowski      | Automobilklub Śląski             | 2      |        |        | 46     |
| 8    | Zbigniew Bębnista     | Automobilklub Świętokrzyski      |        | 3      |        | 43     |
| 8    | Edward Kinderman      | Automobilklub Śląski             |        |        | 3      | 43     |
| 10   | Wiesław Gawron        | Automobilklub Warszawski         | 4      |        |        | 41     |
| 11   | Jerzy Landsberg       | OKS Stomil Olsztyn               | 5      |        |        | 40     |
| 11   | Jacek Jurzak          | Automobilklub Śląski             |        |        | 5      | 40     |
| 13   | Ryszard Luciński      | Automobilklub Świętokrzyski      |        | 6      |        | 39     |
| 13   | Hieronim Kochański    | Automobilklub Warszawski         |        |        | 6      | 39     |
| 15   | Krzysztof Urbański    | Automobilklub Śląski             |        | 7      |        | 38     |
| 16   | Wacław Podolski       | Automobilklub Kielecki           |        |        | 8      | 37     |

### Klasa 6
| Poz. | Kierowca          | Zespół                      | Polska | Polska | Punkty |
| ---- | ----------------- | --------------------------- | ------ | ------ | ------ |
| 1    | Ksawery Frank     | Automobilklub Warszawski    | 1      | 1      | 100    |
| 2    | Józef Ważny       | OKS Stomil Olsztyn          | 2      | 2      | 92     |
| 3    | Zbigniew Bębnista | Automobilklub Świętokrzyski | 3      |        | 43     |
| 3    | Andrzej Radecki   | OKS Stomil Olsztyn          |        | 3      | 43     |

### Klasa 7
| Poz. | Kierowca              | Zespół                     | Polska | Polska | Polska | Punkty |
| ---- | --------------------- | -------------------------- | ------ | ------ | ------ | ------ |
| 1    | Adam Smorawiński      | Automobilklub Wielkopolski | 1      | 1      | 1      | 150    |
| 2    | Andrzej Niewiadomski  | Automobilklub Warszawski   | 4      | 3      | 4      | 125    |
| 3    | Janusz Kiljańczyk     | OKS Stomil Olsztyn         |        | 2      | 2      | 92     |
| 4    | Ksawery Frank         | Automobilklub Warszawski   | 3      |        | 3      | 86     |
| 5    | Jerzy Landsberg       | OKS Stomil Olsztyn         |        | 4      | 5      | 81     |
| 6    | Andrzej Wojciechowski | Automobilklub Dolnośląski  | 2      |        |        | 46     |
| 7    | Mario Graziani        | Automobilklub Morski       | 5      |        |        | 40     |
| 7    | Zbigniew Zapędowski   | Automobilklub Łódzki       |        | 5      |        | 40     |
| 9    | Józef Ważny           | OKS Stomil Olsztyn         | 6      |        |        | 39     |
| 9    | Piotr Lenartowicz     | Automobilklub Krakowski    |        | 6      |        | 39     |
| 9    | Andrzej Barański      | Automobilklub Krakowski    |        |        | 6      | 39     |
| 12   | Janusz Książkiewicz   | OKS Stomil Olsztyn         | 7      |        |        | 38     |
|      | Maciej Bogusławski    | Automobilklub Warszawski   | NU     |        |        | 0      |

### Wszechklasy
| Poz. | Kierowca              | Zespół                      | Polska | Polska | Polska | Punkty |
| ---- | --------------------- | --------------------------- | ------ | ------ | ------ | ------ |
| 1    | Adam Smorawiński      | Automobilklub Wielkopolski  | 1      | 1      | 1      | 150    |
| 2    | Ryszard Grychtoł      | Automobilklub Śląski        | 2      | 6      | 2      | 131    |
| 3    | Andrzej Niewiadomski  | Automobilklub Warszawski    | 6      | 7      | 5      | 117    |
| 4    | Andrzej Świniarski    | Automobilklub Wielkopolski  | 4      | 12     | 7      | 112    |
| 5    | Jerzy Landsberg       | OKS Stomil Olsztyn          | 3      | 5      |        | 83     |
| 6    | Tadeusz Kudłaty       | Automobilklub Dolnośląski   | 8      |        | 3      | 80     |
| 7    | Włodzimierz Markowski | OKS Stomil Olsztyn          |        | 11     | 4      | 75     |
| 8    | Lech Jaworowicz       | Automobilklub Warszawski    |        | 2      |        | 46     |
| 9    | Janusz Kiljańczyk     | OKS Stomil Olsztyn          |        | 3      |        | 43     |
| 10   | Ksawery Frank         | Automobilklub Warszawski    |        | 4      |        | 41     |
| 11   | Andrzej Dąbrowski     |                             | 5      |        |        | 40     |
| 12   | Adam Masłowiec        | Automobilklub Śląski        |        |        | 6      | 39     |
| 13   | Henryk Fabiański      | Automobilklub Wielkopolski  | 7      |        |        | 38     |
| 14   | Julian Kodrębski      | Automobilklub Śląski        |        | 8      |        | 37     |
| 14   | Jacek Jurzak          | Automobilklub Śląski        |        |        | 8      | 37     |
| 16   | Stefan Znamirowski    | Automobilklub Śląski        | 9      |        |        | 36     |
| 16   | Zbigniew Bębnista     | Automobilklub Świętokrzyski |        | 9      |        | 36     |
| 18   | Józef Ważny           | OKS Stomil Olsztyn          | 10     |        |        | 38     |
| 18   | Piotr Lenartowicz     | Automobilklub Krakowski     |        | 10     |        | 38     |
| 20   | Zbigniew Figas        | Automobilklub Wielkopolski  | 11     |        |        | 34     |
| 21   | Andrzej Radecki       | OKS Stomil Olsztyn          | 12     |        |        | 33     |
| 22   | Kazimierz Brzozowski  | Automobilklub Morski        | 13     |        |        | 32     |
| 23   | Marian Bublewicz      | OKS Stomil Olsztyn          | 14     |        |        | 31     |

### Klasa 8
| Poz. | Kierowca             | Zespół                      | Polska | Polska | Polska | Punkty |
| ---- | -------------------- | --------------------------- | ------ | ------ | ------ | ------ |
| 1    | Józef Kiełbania      | Automobilklub Świętokrzyski | 2      | 2      | 1      | 142    |
| 2    | Stefan Jagielski     | Automobilklub Warszawski    | 3      | 8      | 3      | 123    |
| 3    | Ryszard Kopczyk      | Automobilklub Wielkopolski  | 6      | 4      | 4      | 121    |
| 4    | Witold Wróbel        | Automobilklub Świętokrzyski | 8      | 6      | 5      | 116    |
| 5    | Maciej Bogusławski   | Automobilklub Warszawski    | 11     | 5      | 6      | 113    |
| 6    | Stefan Duda          | Automobilklub Warszawski    | 10     | 14     | 11     | 100    |
| 7    | Aleksander Oczkowski | Automobilklub Śląski        | 1      |        | 2      | 96     |
| 8    | Otto Bartkowiak      | Automobilklub Śląski        | 7      | 1      |        | 88     |
| 9    | Lech Jaworowicz      | Automobilklub Warszawski    | 4      |        | 10     | 76     |
| 10   | Jacek Szmidt         | Automobilklub Toruński      | 9      |        | 7      | 74     |
| 11   | Zdzisław Łagan       | Automobilklub Świętokrzyski |        | 12     | 8      | 70     |
| 12   | Marcin Biernacki     | Automobilklub Warszawski    |        | 3      |        | 43     |
| 13   | Antoni Banaszak      | Automobilklub Wielkopolski  | 5      |        |        | 40     |
| 14   | Jerzy Zdunek         | Automobilklub Kielecki      |        | 7      |        | 38     |
| 15   | Wiesław Mikołajczyk  | Automobilklub Śląski        |        | 9      |        | 36     |
| 15   | Janusz Zdrojewski    | Automobilklub Warszawski    |        |        | 9      | 36     |
| 17   | Józef Gutmacher      | Automobilklub Szczeciński   |        | 10     |        | 35     |
| 18   | Jerzy Sobczyk        | Automobilklub Śląski        |        | 11     |        | 34     |
| 19   | Andrzej Ptak         | Automobilklub Szczeciński   |        | 13     |        | 32     |

## Mistrzowie
| Klasa       | Kierowca          | Samochód                        | Zespół                      |
| ----------- | ----------------- | ------------------------------- | --------------------------- |
| klasa 1     | Ksawery Frank     | Polski Fiat 126p                | Automobilklub Warszawski    |
| klasa 3     | Ryszard Grychtoł  | Polski Fiat 125p                | Automobilklub Śląski        |
| klasa 4     | Andrzej Mielcarek | Polski Fiat 127p                | Automobilklub Wielkopolski  |
| klasa 5     | Andrzej Kaczmarek | Zastava 1100p                   | Automobilklub Wielkopolski  |
| klasa 6     | Ksawery Frank     | Polski Fiat 125p 1800 Akropolis | Automobilklub Warszawski    |
| klasa 7     | Adam Smorawiński  | Porsche Carrera RS              | Automobilklub Wielkopolski  |
| wszechklasy | Adam Smorawiński  | Porsche Carrera RS              | Automobilklub Wielkopolski  |
| klasa 8     | Józef Kiełbania   | Rak Promot                      | Automobilklub Świętokrzyski |